# Беннет, Чарльз, 5-й граф Танкервиль
Чарльз Огастес Беннет, 5-й граф Танкервиль (англ. Charles Augustus Bennet, 5th Earl of Tankerville; 28 апреля 1776 — 25 июня 1859) — британский политик. Он носил титул учтивости — лорд Оссулстон с 1776 по 1822 год.

## Происхождение и образование
Родился 28 апреля 1776 года. Старший сын Чарльза Беннета, 4-го графа Танкервиля (1743—1822), от его жены Эммы Коулбрук (1752—1836), дочери сэра Джеймса Коулбрука, 1-го баронета. Младший брат — политик Генри Грей Беннет. Он получил образование в Итонском колледже и в колледже Тринити-колледже в Кембридже.

## Политическая карьера
Лорд Оссулстон заседал в Палате общин Великобритании От Стейнинга (1803—1806), Нерсборо (1806—1818) и Бервика (1820—1822). Занимал должность казначея королевского двора в правительстве лорда Гренвиля с 1806 по 1807 год. Он стал членом Тайного совета в 1806 году.
10 декабря 1822 года после смерти своего отца Чарльз Беннт унаследовал титулы 5-го графа Танкервиля и 6-го лорда Оссулстона, заняв своё место а в Палате лордов.

## Семья

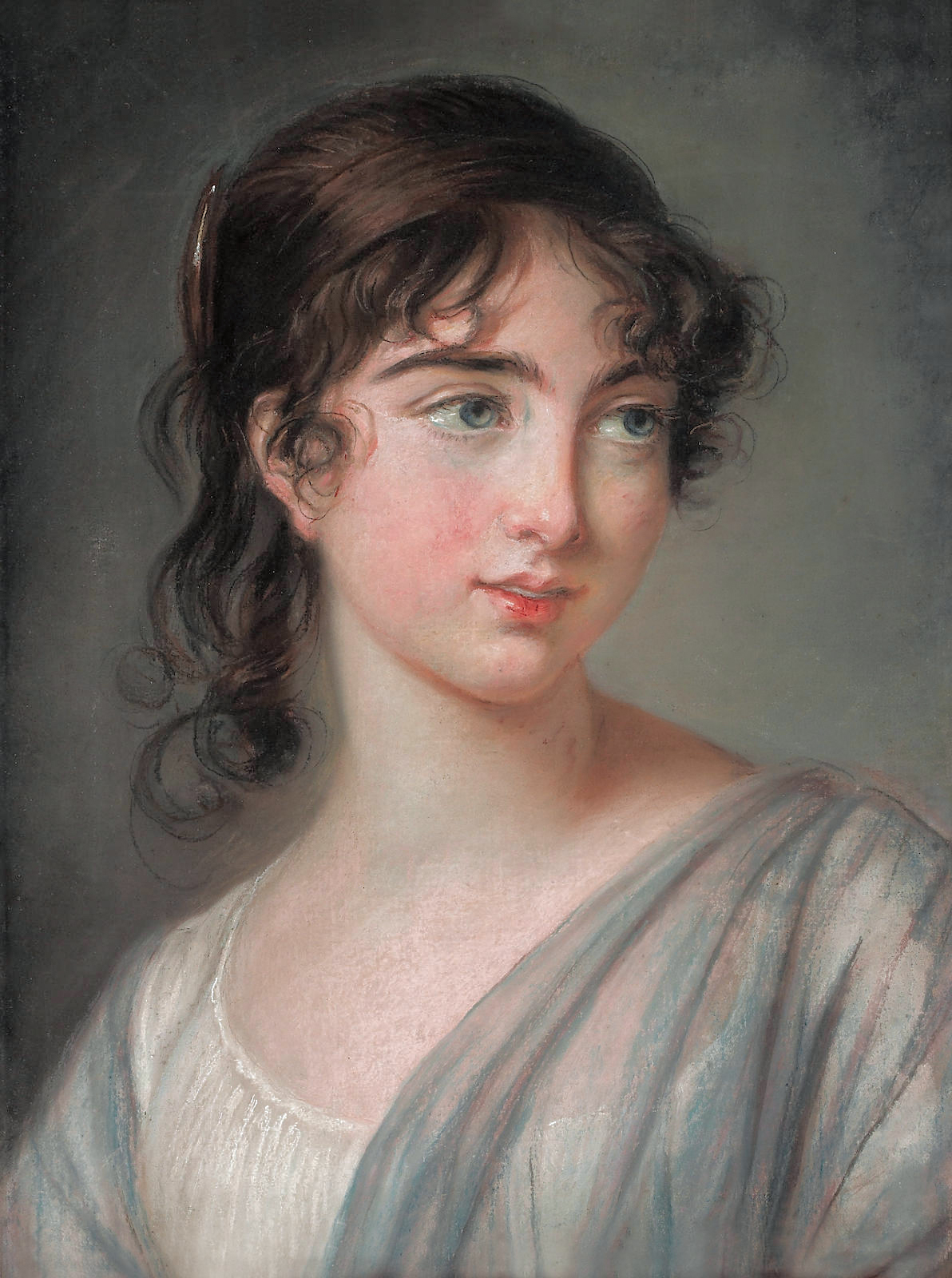
София Леони (Коризандра)
де Грамон, (Элизабет Виже-Либрен)

28 июля 1806 года в Девоншир-хаусе в Лондоне лорд Танкервиль женился на французской дворянке Коризанде Армандине Софи Леони Элен де Грамон (5 октября 1782 — 23 января 1865), дочери Антуана Луи Мари де Грамона, 8-го герцога де Грамона (1755—1836), и Луизы-Габриель-Аглаи де Полиньяк (1768—1803). У супругов было двое детей:
- Леди Коризанда Эмма Беннет (? — 17 мая 1876), в 1876 году она вышла замуж за Джеймса Харриса, 3-го графа Малмсбери.
- Чарльз Огастес Беннет, 6-й граф Танкервиль (10 января 1810 — 18 декабря 1899).

Лорд Танкервилль скончался в июне 1859 года в возрасте 83 лет, и ему наследовал его единственный сын Чарльз. Графиня Танкервиль умерла в январе 1865 года.